# Temple (metrostation Londen)
Temple is een station van de metro van Londen aan de Circle Line en District Line. Het metrostation, dat in 1870 is geopend, ligt aan de Victoria Embankment.

## Geschiedenis
Het werd op 30 mei 1870 door de Metropolitan District Railway (MDR), de latere District Line, geopend in de parochie van St. Clement Danes. Het was onderdeel van de verlenging van de lijn ten westen van Westminster langs de oever van de Theems. Deze verlenging werd met de openbouwputmethode gebouwd in samenhang met de bouw van het Victoria Embankment.
De MDR was bij South Kensington verbonden met de Metropolitan Railway (MR), de latere Metropolitan Line en de twee concurrenten verzorgden elk ritten als “Inner Circle” met eigen materieel op elkaars sporen. 
Op 1 februari 1872 opende de MDR een tak tussen Earl's Court en Addison Road aan West London Extension Joint Railway (WLEJR), de latere West London Line. De North London Railway (NLR) begon toen de "Outer Circle" dienst tussen Broad Street en Mansion House via de North London Line, de West London Line, Addison Road en de sporen van de MDR ten oosten van Earl's Court.
Op 1 augustus 1872 begonnen de MR en de MDR de middle circle dienst, een voorloper van de Circle Line via de toenmalige verbinding tussen de Hammersmith & City Railway (H&CR) en de WLEJR bij Latimer Road en de boog tussen Earl's Court en  Addison Road. Deze diensten werden gezamenlijk verzorgd door de H&CR en de MDR.
Vanaf 1 maart 1883 onderhield de MDR een dienst tussen Mansion House en Windsor, waarbij ten oosten van Ealing Broadway over de sporen van de Great Western Railway (GWR) werd gereden, dit bleek niet lonend en stopte derhalve op 30 september 1885.
Op 10 oktober 1884 openden de MDR en de MR gezamenlijk de lijn naar het oosten en het sluitstuk tussen Mansion House en Mark Lane, sinds 1967 Tower Hill, waarmee de "Inner Circle", de latere Circle Line werd voltooid.
Op 30 juni 1900 werd de "Middle Circle" tussen Earl's Court en Mansion House beëindigd en op 31 december 1908 werd ook de "Outer Circle" gestaakt.
In 1949 kreeg de, door de Metropolitan Line beheerde, "Inner Circle" zijn eigen lijnkleur (geel) op de Tube-kaart onder de naam Circle Line.

Hammersmith · 
Goldhawk Road · 
Shepherd's Bush Market · 
Wood Lane · 
Latimer Road · 
Ladbroke Grove · 
Westbourne Park · 
Royal Oak · 
Paddington · 
Edgware Road · 
Baker Street · 
Great Portland Street · 
Euston Square · 
King's Cross St. Pancras · 
Farringdon · 
Barbican · 
Moorgate · 
Liverpool Street · 
Aldgate · 
Tower Hill · 
Monument · 
Cannon Street · 
Mansion House · 
Blackfriars · 
Temple · 
Embankment · 
Westminster · 
St. James's Park · 
Victoria · 
Sloane Square · 
South Kensington · 
Gloucester Road · 
High Street Kensington · 
Notting Hill Gate · 
Bayswater · 
Paddington · 
Edgware Road